# Christen Riis-Knudsen
Christen Riis-Knudsen, född 22 juni 1863 på gården Moutrup i Blidstrup på Mors, död 13 april 1932, var en dansk teaterdirektör. Han var bror till Johan Knudsen.
Riis Knudsen blev student 1882, uppsatte 1888 tidskriften "Literatur og Kritik". Åren 1889–1905 var han direktör för Dagmarteatret, från 1897 tillsammans med Martinius Nielsen, och genomförde där med stora penningoffer en klassisk och gedigen repertoar. År 1914 blev han censor för biograferna.